# Paruro
Paruro é uma cidade do Peru, capital da Província de Paruro, situada no Departamento de Cusco, pertencente a região homônima.